# Авни Енгюлу
Авни Енгюлу (на турски: Avni Engüllü; на македонска литературна норма: Авни Енѓулу) е поет, разказвач и преводач от Северна Македония.

## Биография
Роден е в 1947 година в Скопие, тогава в Югославия. По проиход е турчин. Завършва Педагогическа гимназия в Скопие. Работи като редактор в Македонското радио. Член е на Дружеството на писателите на Македония от 1976 година и на Македонския ПЕН център.